# Atlanta Silverbacks
Atlanta Silverbacks Football Club foi um clube de futebol dos Estados Unidos, com sede em Atlanta, no estado da Geórgia. Até o final de suas atividades em 2015, disputava a National Premier Soccer League, o quarto nível do futebol nacional, desde 2011.

## História
Fundado como Atlanta Ruckus em 1994, ganhou o nome atual em 1998 em homenagem a Willie B., um gorila de dorso prateado que era uma das atrações principais no zoológico de Atlanta até sua morte em fevereiro de 2000. Em maio de 2012, causou polêmica ao vender o mando de uma partida contra o Seattle Sounders pela Lamar Hunt U.S. Open Cup, tornando-se o primeiro time de futebol dos Estados Unidos a fazê-lo.
Em julho, o Silverbacks anunciou a contratação de Eric Wynalda como técnico interino e diretor de futebol, substituindo Alex Pineda Chacón e Rodrigo Rios. O ex-atacante comandou o time por 7 jogos até agosto, quando nomeou Brian Haynes como técnico fixo antes de passar a trabalhar apenas como diretor.
Depois de não conseguir novos proprietários, o Atlanta Silverbacks encerrou suas atividades em janeiro de 2016.
Seu estádio, o Atlanta Silverbacks Park, localiza-se em Chamblee, a 15 milhas (24 quilômetros) a noroeste de Atlanta, e possui capacidade de 5000 lugares. A equipe tem o preto e o vermelho como suas cores oficiais.

## Uniforme
- Uniforme titular: Camisa vermelha com listras horizontais pretas e detalhes brancos, calção preto e meias pretas;
- Uniforme reserva: Camisa branca com detalhes vermelhos, calção branco e meias brancas.

## Estatísticas
| 1995                | 2        | A-League           | 4º (13–11)                                        | Finalista          | Segunda fase           | 2,632    |          |          |          |          |
| 1996                | 2        | A-League           | 7º (3–19)                                         | Não se classificou | Não se classificou     | 4,315    |          |          |          |          |
| 1997                | 2        | USISL A-League     | Divisão Central: 7º (12–16)                       | Não se classificou | Não se classificou     | 2,406    |          |          |          |          |
| 1998                | 2        | USISL A-League     | Divisão do Atlântico: 6º (7–21)                   | Não se classificou | Não se classificou     | 923      |          |          |          |          |
| Atlanta Silverbacks |          |                    |                                                   |                    |                        |          |          |          |          |          |
| 1999                | 2        | USL A-League       | Divisão do Atlântico: 5º (15–13)                  | Não se classificou | Não se classificou     | 2,703    |          |          |          |          |
| 2000                | 2        | USL A-League       | Divisão do Atlântico: 6º (11–14–3)                | Não se classificou | Não se classificou     | 3,327    |          |          |          |          |
| 2001                | 2        | USL A-League       | Divisão Central: 5º (13–12–1)                     | Primeira fase      | Não se classificou     | 1,094    |          |          |          |          |
| 2002                | 2        | USL A-League       | Divisão Sudeste: 3º (13–13–2)                     | 1st Round          | Terceira fase          | 1,006    |          |          |          |          |
| 2003                | 2        | USL A-League       | Divisão Sudeste: 5º (4–17–7)                      | Não se classificou | Terceira fase          | 1,200    |          |          |          |          |
| 2004                | 2        | USL A-League       | Divisão Leste, 5º (14–11–3)                       | Não se classificou | Quarta fase            | 1,662    |          |          |          |          |
| 2005                | 2        | USL First Division | 8º (10–15–3)                                      | Não se classificou | Terceira fase          | 1,724    |          |          |          |          |
| 2006                | 2        | USL First Division | 8º (10–13–5)                                      | Não se classificou | Terceira fase          | 2,298    |          |          |          |          |
| 2007                | 2        | USL First Division | 4º (12–9–7)                                       | Finalista          | Terceira fase          | 2,372    |          |          |          |          |
| 2008                | 2        | USL First Division | 9º (8–12–10)                                      | Não se classificou | Segunda fase           | 2,281    |          |          |          |          |
| 2009                | Em hiato | Em hiato           | Em hiato                                          | Em hiato           | Em hiato               | Em hiato | Em hiato | Em hiato | Em hiato | Em hiato |
| 2010                | Em hiato | Em hiato           | Em hiato                                          | Em hiato           | Em hiato               | Em hiato | Em hiato | Em hiato | Em hiato | Em hiato |
| 2011                | 2        | NASL               | 8º (4–20–4)                                       | Não se classificou | Desistiu de participar | 2,866    |          |          |          |          |
| 2012                | 2        | NASL               | 7º (7–12–9)                                       | Não se classificou | Terceira fase          | 4,505    |          |          |          |          |
| 2013                | 2        | NASL               | Fase inicial: 1º (6–3–3) Fase final: 7º (4–6–4)   | Vice-campeão       | Terceira fase          | 4,677    |          |          |          |          |
| 2014                | 2        | NASL               | Fase inicial: 8º (3–5–1) Fase final: 10º (3–11–4) | Não se classificou | Quartas-de-final       | 4,053    |          |          |          |          |
| 2015                | 2        | NASL               | Fase inicial: 11º (1–4–5) Fase final: 6º (6–7–7)  | Não se classificou | Quarta fase            | 4,024    |          |          |          |          |

## Jogadores notáveis
- Jeff Cassar
- Alex Pineda Chacón
- John Doyle
- Justin Fashanu
- Liam George
- Macoumba Kandji
- Tim Martin
- Shaun McSkimming
- Bruce Murray
- John Barry Nusum
- Bo Oshoniyi
- Staale Soebye
- Lenin Steenkamp
- Antonio de la Torre
- Brent Sancho

## Treinadores

### Atlanta Ruckus
- Lothar Osiander (1995)
- Charlie Morgan (1996)
- Angus McAlpine (1997)
- David Eristavi (1997–1998)
- Chris Hellenkamp (1998, interino)

### Atlanta Silverbacks
- Nuno Piteira (1999–2000)
- John Dugan (2001)
- Brett Mosen (2002)
- Jacenir Silva (2003)
- David Vaudreuil (2004–2005)
- Jason Smith (2005–2008)
- José Manuel Abundis (2011)
- Alex Pineda Chacón (2012)
- Eric Wynalda (2012, interino)
- Brian Haynes (2012–2013)
- Eric Wynalda (2014, com o título de "Diretor-técnico")
- Jason Smith (2014)
- Alejandro Pombo (2014, interino)
- Gary Smith (2014–2015)